# Municipio de Barr (Pensilvania)
El municipio de Barr (en inglés: Barr Township) es un municipio ubicado en el condado de Cambria en el estado estadounidense de Pensilvania. En el año 2000 tenía una población de 2.175 habitantes y una densidad poblacional de 26.6 personas por km².

## Geografía
El municipio de Barr se encuentra ubicado en las coordenadas 40°36′32″N 78°48′10″O / 40.60889, -78.80278.

## Demografía
Según la Oficina del Censo en 2000 los ingresos medios por hogar en la localidad eran de $34,107 y los ingresos medios por familia eran $36,813. Los hombres tenían unos ingresos medios de $28,750 frente a los $19,735 para las mujeres. La renta per cápita para la localidad era de $13,444. Alrededor del 12,4% de la población estaban por debajo del umbral de pobreza.